# Canadian Premier League
Die Canadian Premier League (französisch Première ligue canadienne) ist eine professionelle und von der FIFA genehmigte Fußballliga, welche ihren Spielbetrieb im April 2019 aufnahm. Acht bis zehn Mannschaften sollen zukünftig in der Liga antreten, in der ersten Saison waren es sieben Teams. Die Besitzer sind zum Großteil NHL- und CFL-Investorengruppen. Der Fokus der Liga liegt vor allem auf kanadischen Spielern, um damit den einheimischen Fußball zu stärken. Die Liga untersteht neben der FIFA auch der Canadian Soccer Association. Die Zentrale der Liga befindet sich in Toronto, Ontario.

## Geschichte
Im Juni 2013 gab es die ersten Gerüchte über eine voll professionelle kanadische Fußballliga. Zu dieser Zeit war Hamilton Tiger-Cats-Besitzer Bob Young die treibende Kraft einer Investorengruppe, welche zusammen mit der Canadian Soccer Association eine voll professionelle Liga aufbauen wollte. Die CSA lotete in den kommenden Monaten verschiedene Optionen aus. Die Idee zu diesem Zeitpunkt war eine Zweite Liga aufzubauen, welche von einer regionalen Dritten Liga unterstützt werden sollte. Die Liga sollte ebenfalls ein Jugend- sowie ein MBA-Programm aufbauen, um Liga- und Vereinsverantwortliche auszubilden. Die CSA garantierte der Investorengruppe um Young Exklusivrechte, damit sie bis 2017 ein Team aufstellen können. Das Team sollte im Tim Hortons Field in Hamilton, Ontario spielen.
Im Februar 2016 bat Bob Young den Stadtrat Hamiltons um die Erlaubnis eine Tragluftkuppel über dem Tim Horton Field zu errichten, damit seine Mannschaft das ganze Jahr über unter optimalen Bedingungen trainieren kann. Bei diesem Gespräch wurde der Liganame das erste Mal öffentlich verkündet. Außerdem wurde klar, dass die Hamilton-Mannschaft das Flaggschiff der Liga werden sollte. Weitere Details sollten im Mai 2016 beim jährlichen Treffen der Canada Soccer Association veröffentlicht werden. Zu diesem Zeitpunkt war unklar, ob die damaligen NASL-Clubs FC Edmonton und Ottawa Fury der Liga ebenfalls beitreten werden.
In einem im März 2016 veröffentlichtem Interview, erklärte MLS-commissioner Don Garber, dass die Liga – nach seinem Verständnis – eine zweite, oder dritte Liga werden solle. Er selbst hätte jedoch keine Gespräche mit den Ligaorganisatoren geführt.
Zwei Reportagen, welche im Juni veröffentlicht wurden, zufolge wolle die CPL auf die bestehenden MLS-Märkte verzichten. Einer der Berichte gab an, dass die CFL-Investoren weniger als vorher gedacht an der Liga beteiligt sein sollen, da vier der zuvor als Gründungsteams gemutmaßten Städte durch nicht-CFL Städte wie Victoria, British Columbia und Halifax, Nova Scotia ersetzt werden sollten.
Am 14. November 2016 wurde mit Paul Beirne der erste CPL-Mitarbeiter vorgestellt. Beirne war ebenfalls der erste Mitarbeiter Toronto FCs. Bei der CPL übernahm er die Rolle des Projektmanagers.
Am 6. Mai 2017 wurde die Liga offiziell von der Canadian Soccer Association genehmigt. Darüber hinaus garantierte die CSA Winnipeg, Manitoba und Hamilton, Ontario die ersten beiden CPL-Vereine.
Nach rund einem Jahr ohne nennenswerte Neuigkeiten wurde öffentlich, dass ein Canadian Premier League Team in der York Region gegründet werden soll. Das Team soll „York9 FC“ heißen und am 10. Mai 2018 offiziell vorgestellt werden. Zur Investorengruppe sollen neben David Clanachan und Paul Beirne, auch der ehemalige kanadische Fußballspieler Jim Brennan, sowie Preben Ganzhorn gehören.
Am 27. April 2017 stellte die Canadian Premier League ihr Logo sowie ihr Branding vor. Die drei Farben – Grasgrün, Himmelblau und Ozeanblau – sollen das „kulturelle Mosaik“ andeuten. Bei Spielen am Canada Day sowie bei Spielen in der CONCACAF Champions League oder im Canadian Championship soll eine rote Version des Logos verwendet werden. Das Logo besteht aus drei zentralen Elementen – dem Polarstern, der als „Leutfeuer für Talente“ fungieren soll, die kanadische Küste und Erde, sowie das kanadische Ahornblatt.
Die Premierensaison wurde am 27. April 2019 mit sieben Teilnehmern eröffnet und endete am 2. November desselben Jahres. Erster Meister wurde der Forge FC nach zwei 1:0-Siegen über den Cavalry FC.
2020 verzögerte sich der Beginn der Liga mehrmals aufgrund der COVID-19-Pandemie. Zudem wurde mit Atletico Ottawa der achte Club für die Liga bekannt gegeben. Die Liga startete erst am 13. August auf Prince Edward Island mit einer Gruppenphase in dem jedes Team einmal gegeneinander spielen musste. Die 4 besten Teams qualifizierten sich für die Finalrunde. Diese Teams spielten nochmal ein Spiel gegen jedes Team. Platz 1 und 2 spielten im Finale den Champion der Saison aus. Dies wurde erneut Forge FC nach einem 2:0 über Halifax Wanderers am 19. September.
Im Jahr 2021 begann die Saison am 26. Juni und wie 2020 in einer geschlossenen Blase. Dieses Mal starteten die Teams in Winnipeg und spielten dort allesamt ihre ersten 8 Spiele, bevor sie in ihre eigenen Stadien zurückkehren konnten. Erneut spielten die 4 besten Teams nach der regulären Saison die Playoffs. Nach den zwei Halbfinals fand das Finale am 5. Dezember im Tim Hortons Field in Hamilton statt, welches Pacific FC mit 1:0 über Gastgeber Forge FC gewinnen konnte.

## Organisation

### Ligaoffizielle
Am 10. Januar 2018 wurde mit dem ehemaligen Präsident und COO der kanadischen Schnellrestaurant-Kette Tim Hortons David Clanachan der erste Ligacommissioner der CPL-Geschichte vorgestellt. Rund zwei Wochen später ernannte die Liga Paul Beirne als Präsident. Beirne arbeitete schon über ein Jahr für die Liga und sollte von nun an das Tagesgeschäft der Liga kontrollieren und leiten. Eine weitere Woche später wurde der ehemalige kanadische Fußballspieler Jim Easton als Vize-Präsident vorgestellt.

### Spieler
Auch wenn ausländische Spieler per Kaderregeln erlaubt werden, soll die Liga vor allem kanadische Spieler und Trainer entwickeln. Die Liga orientiert sich dabei an den Kaderregeln der Major League Soccer. Hierbei soll eine Mindestanzahl an kanadischen Spielern verpflichtend sein. Gerüchten zufolge sollen 75 % der Spieler im Kader die kanadische Staatsbürgerschaft besitzen.

## Vereine

### Teilnehmer
| Atlético Ottawa   | Ottawa      | Ontario          | TD Place Stadium                  | 24.000      | 2020 | 2020 |
| Cavalry FC        | Calgary     | Alberta          | Spruce Meadows                    | 5.288       | 2018 | 2019 |
| Forge FC          | Hamilton    | Ontario          | Tim Hortons Field                 | 10.016      | 2017 | 2019 |
| Halifax Wanderers | Halifax     | Nova Scotia      | Wanderers Grounds                 | 6.200       | 2018 | 2019 |
| Pacific FC        | Langford    | British Columbia | Westhills Stadium                 | 5.000–8.000 | 2018 | 2019 |
| Valour FC         | Winnipeg    | Manitoba         | IG Field                          | 33.234      | 2018 | 2019 |
| Vancouver FC      | Langley     | British Columbia | Willoughby Community Park Stadium | 6.560       | 2022 | 2023 |
| York United       | York Region | Ontario          | York Lions Stadium                | 8.000       | 2018 | 2019 |

### Ehemalige Teilnehmer
| Team        | Stadt    | Provinz | Stadion        | Kapazität | Erste Saison | Letzte Saison |
| ----------- | -------- | ------- | -------------- | --------- | ------------ | ------------- |
| FC Edmonton | Edmonton | Alberta | Clarke Stadium | 5.100     | 2019         | 2022          |

### Potenzielle Teilnehmer
Auch der ehemalige NASL-Teilnehmer FC Edmonton wechselte, nachdem der Spielbetrieb 2017 eingestellt wurde, in die CPL. Er wurde unter dem gleichen Namen, allerdings mit einem anderen Logo, 2018 neu gegründet.
Die in Halifax, Nova Scotia ansässige Sports & Entertainment Atlantic schlug ein 5000 bis 8000 Zuschauer fassendes Stadion in der Maritimes-Region vor. Am 20. Juni 2017 stimmte der Stadtrat Halifax’ einem 7000 Zuschauer fassenden Stadion auf den Wanderer Grounds zu. Man geht davon aus, dass das Stadion bis zum Ligastart 2019 fertiggestellt werden kann.
„Soccer New Brunswick“ hat ebenfalls Interesse an einem Team verkündet. Das Team soll in den nächsten drei Jahren in Moncton, New Brunswick entstehen.
Darüber hinaus soll eine in Saskatchewan beheimatete Investorengruppe an einem Verein in Regina oder Saskatoon interessiert sein.
In einem Conference Call informierte Paul Beirne die führenden Unterstützer über seine Visionen der Liga. Obwohl nicht klar war, wie viele Mannschaften letztendlich an der Liga teilnehmen werden, erklärte Beirne, dass die Liga ihre erste Saison mit etwa sechs Mannschaften beginnen möchte. Zwei weitere Teams sollen zu diesem Zeitpunkt allerdings schon bekannt sein. Beirne führte weiter aus, dass er hofft, dass die Liga in den nächsten zehn Jahren auf zwölf Mannschaften wachsen wird.
In einem Interview mit „The 11“ sagte Commissioner David Clanachan, dass die Liga eine vereinsorientierte Struktur errichten möchte. Die Liga wolle nicht das Franchise-System der MLS übernehmen. Des Weiteren führte er aus, dass sein Traum zwei oder drei Ligen mit Auf- und Abstiegssystem sei.
2021 wurde ein neuntes Team im Einzugsgebiet Vancouver für 2023 bestätigt. Dies entstand dann unter dem Namen Vancouver FC.